# Cửa khẩu Đăk Ruê
Cửa khẩu Đăk Ruê là cửa khẩu quốc gia tại vùng đất xã Ea Bung, huyện Ea Súp, tỉnh Đắk Lắk, Việt Nam.
Cửa khẩu Đăk Ruê thông thương với cửa khẩu Chi Miet tỉnh Mondulkiri, Campuchia .
Cửa khẩu Đăk Ruê nằm cách thành phố Buôn Ma Thuột khoảng 120 Km về phía Tây Bắc và tiếp giáp với huyện Kaoh Nheaek tỉnh Mondulkiri, Campuchia .

## Hoạt động
Cửa khẩu Đăk Ruê nằm trong diện quy hoạch phát triển theo QĐ số 1490/QĐ-TTg ngày 26/08/2013 của Thủ tướng Chính phủ về phê duyệt quy hoạch phát triển hệ thống cửa khẩu biên giới đất liền Việt Nam - Campuchia đến năm 2020 .